# William Cowper
William Cowper (Berkhamsted, Herford, Inglaterra, 26 de novembro de 1731 – East Dereham, Norfolk, Inglaterra, 25 de abril de 1800) foi um poeta inglês.

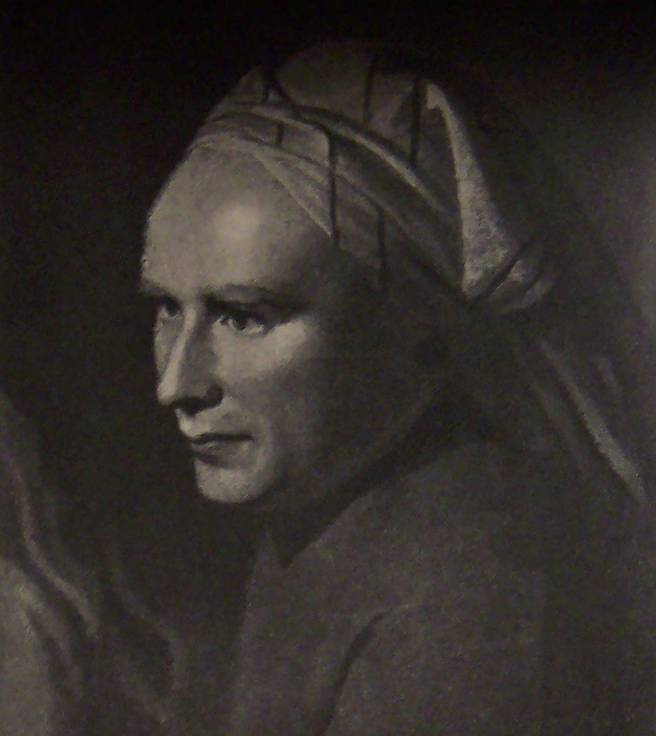

Encontra-se colaboração póstuma da sua autoria na revista A Leitura (1894-1896).